# Zenodo

Zenodoは研究データリポジトリである。研究者がデータセットを置くための場所を提供するためにOpenAIREとCERNによって作られた。2013年に始められ、いかなる研究分野の研究者も50 GBまでファイルをアップロードできるようになった。
ZenodoはGitHubにホストされているコードを引用可能にするためにGitHubと統合されている。
Zenodoは汎用オープンアクセス・リポジトリであり、ピーター・スーバーによって推奨されるものの一つである。
Zenodoは2017年にGoogle Summer of Codeプロジェクトとして選ばれた。